# FK SK Polanka nad Odrou
FK SK Polanka nad Odrou je český fotbalový klub z Ostravy, hrající od sezóny 2019/20 Divizi F. Klub byl založen v roce 1932 pod názvem FK SK Polanka nad Odrou. Klubovými barvami jsou černá a bílá.

## Historie
Myšlenka na založení klubu se zrodila před více než sedmdesáti lety u pana Josefa Hlaváče, u kterého se scházela mládež zajímající se o fotbal. Fotbalový klub SK Polanka byl založen v roce 1932. Prvním předsedou FK byl zvolen p. Karel Koruňák. Mužstvo bylo zařazeno do III. třídy Slezské fotbalové župy. K nejaktivnějším členům patřili - J. Hlaváč, B. Nebel, F. Karamon, J. Bílý, A. Martínek, F. Berger, A. Prauzek atd. V roce 1934 mužstvo postoupilo do II. třídy Slezské fotbalové župy, kde dosahovalo dobrých výsledků. V říjnu 1938, po okupaci, byl nucen FK svou činnost ukončit a majetek klubu byl zabaven.
Činnost obnovil FK po válce v roce 1945. Na ustavující valné hromadě, byl zvolen předsedou p. B. Vozník st. Od podzimu, bylo mužstvo zařazeno do mistrovských soutěží. V kádru mužstva byli A. Řehulka, M. Kunc, Vl. Vrtný, J. Prauzek, F. Vnek, B. Dluhoš, V. Martínek, J. Matěj, J. Bajgar, F. Berger, A. Hruboš, F. Hurník, J. Kotek, K. Holuša, A. Fulneček, J. Vozník, J. Chmelař, J. Kubín, F. Ševčík, A. Pyrdek. Hrálo se na hřišti za humny. Později bylo hřiště přesunuto na pozemek u učitelských bytů (nynější sídlo fa RAPPA), kde došlo k rozvoji kopané v Polance, až do roku 1963. Největším úspěchem v tomto období, byl v roce 1960 postup mužstva do I.A třídy. Trenérem mužstva byl p. J. Prauzek a hráči B. Bartoš, A. Židek, St. Lubojacký, A. Vozník, V. Neuvirt, J. Berger, J. Mazur, L. Macák, M. Klimša, A. Foltýn, Z. Navalaný, J. Vijačka, P. Válek, J. Bartoš, M. David, Z. Planka st., J. Gelnar, A. Vypior, F. Bugaj, M. Dziža, M. Sojka a další.
Významným mezníkem ve vývoji kopané v Polance bylo vybudováni sportovního areálu u ZŠ. Výstavba byla ukončena v roce 1963. V tomto období hrálo mužstvo I. B třídu se střídavými výsledky. Vyvrcholením tohoto období, byl v roce 1970 postup do I. A třídy, pod vedením trenéra Z. Navalaného. Osu mužstva tvořili hráči A. Foltýn, B. Vozník, J. Hurník, P. Válek, A. Chmelař, V. Rykala, J. Tomášek, J. Kunc, J. Konečný, J. Beliančin, J. Hurník, J. Konečný, B. Řehulka, L. Prauzek, J. Rodovský, Z. Neuvirt, J. Burian, L. Lubojacký, J. Wojnar.
V dalším období hrálo mužstvo v I. B třídě a bylo postupně doplňováno dalšími hráči, většinou odchovanci FK / J. Vašík, R. Veverka, K. Matěj, S. Kyloušek, J. Rykala, M. Neuvirt, F. Friedel, Z. Planka ml., J. Vitoš, J. Ševčík, K. Žižka, L. Planka, P. Platoš, I. Homola, Z. Strakoš, J. Němec, J. Rädisch, J. Bugaj, J. Šipka, I. Figala, P. Hodoň do mužstva se vrátili L. Prauzek a A. Návrat. Novou posilou byl A. Magera.
V roce 1982 byla dokončena rozsáhlá rekonstrukce sportovního areálu, včetně vybudování nové travnaté plochy a škvárového hřiště. Na přestavbě areálu se podílela řada členů a příznivců FK, největší zásluhu na jeho obnově měl stávající předseda L. Kunc. K zahajovacímu utkání přijel úřadující mistr ligy Baník Ostrava. V roce 1983 valná hromada schválila osamostatnění FK SK Polanka a začíná výkonnostní vzestup. Mužstvo mužů pod vedením Z. Planky st. postoupilo do I. A třídy a v dalším roce do krajského přeboru, kde mužstvo vedli Z. Planka st.a L. Prauzek. Mužstvo bylo doplněno K. Krakovčíkem, J. Moravcem, J. Šwiderským, L. Juráskem, M. Vyležíkem, J. Goláněm, M. Rozhonem, B. Šindlerem a Z. Ryglem.
V roce 1986 mužstvo sestupuje do I. A třídy, kde hraje až do roku 1990, odkdy začíná nejúspěšnější kapitola FK. Mužstvo pod vedením Z. Planky st. postupuje do KP. Novými trenéry se stávají V. Rykala a A.Návrat , mužstvo je doplněno o zkušené hráče Z. Svatoňského a J. Moravčíka a mladé hráče J. Kozelského, J. Pytla, R. Dronga, Z. Neuvirta, R. Rodovského, L. Biolka, L. Benu, J. Miku, R. Ogrodníka, S. Strakoše, I. Vypiora, D. Kvitu, J. Hoňka, A. Flídra. V roce 1991 postupuje do divize. Po ročním působení mužstvo sestupuje do krajského přeboru a v následném roce do I. A třídy. Kádr doplňují I. Šajer, R. Šolc, L. Vlk, V. Gren, K. Tomášek, R. Gattnar, T. Chmelař, D. Sabel, D. Kaspřík, D. Krayzel, R. Nitka, J. Neuvirt, T. Planka, Z. Konečný, P. Rodovský, P. Bartoš, M. Wonka, M. Skurka, D. Vozník, R. Planka, R. Bartoš, P. Prauzek, P. Novák.

## Soupiska

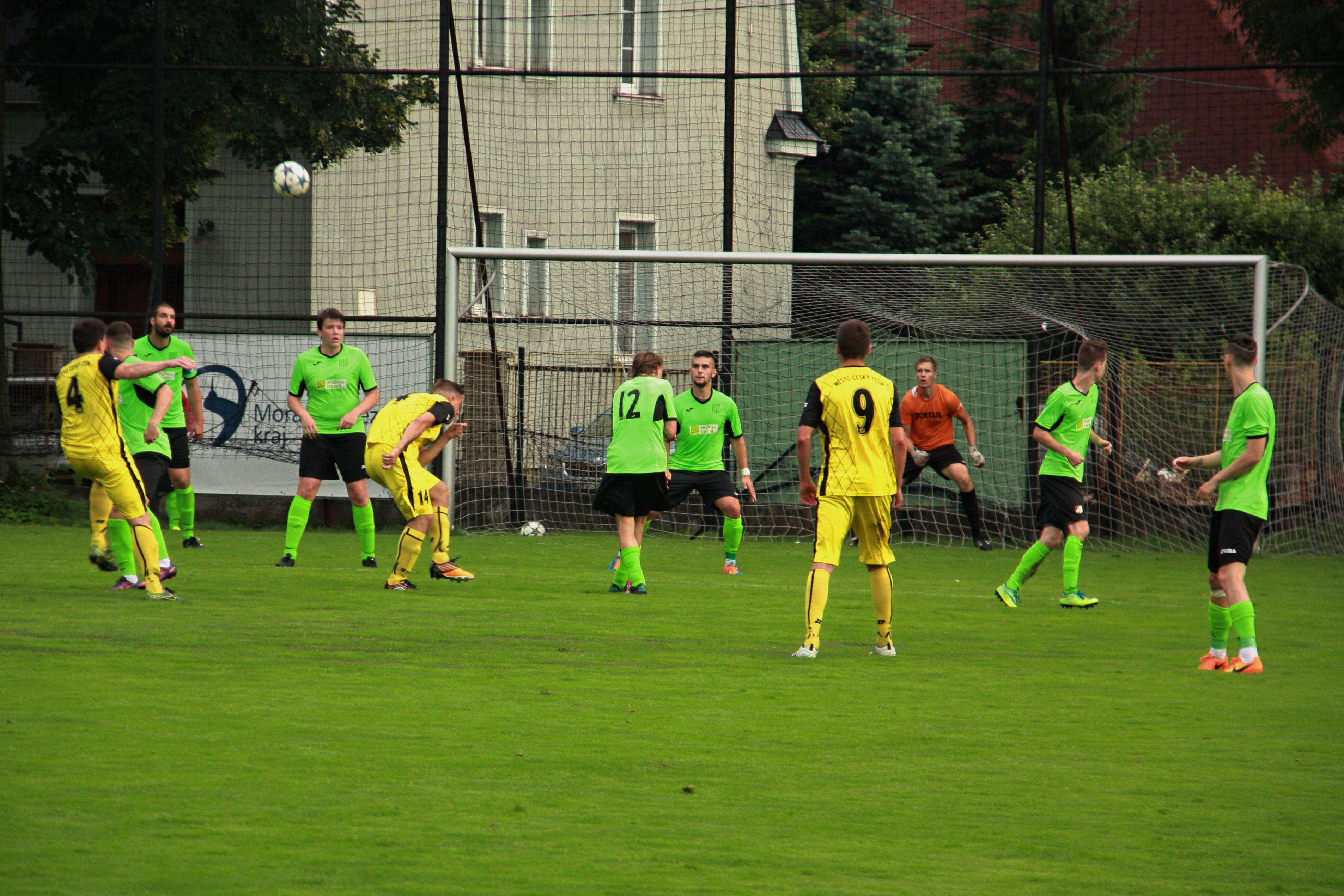
Venkovní zápas s FK Český Těšín ze dne 16. 6. 2018

Aktuální k datu: 6. července 2015
| Číslo |       | Pozice | Hráč              |
| ----- | ----- | ------ | ----------------- |
|       | Česko | B      | Patrik Jílovec    |
|       | Česko | B      | Radovan Řehulka   |
|       | Česko | O      | Radek Coufal      |
|       | Česko | O      | Jaroslav Paprskář |
|       | Česko | O      | Vojtěch Kolaska   |
|       | Česko | O      | Dominik Dybal     |
|       | Česko | O      | Tomáš Gajdok      |
|       | Česko | Z      | Lukáš Tížek       |
|       | Česko | Z      | Milan Urban       |

| Číslo |       | Pozice | Hráč              |
| ----- | ----- | ------ | ----------------- |
|       | Česko | Z      | Adam Leibl        |
|       | Česko | Z      | Dominik Kuča      |
|       | Česko | Z      | Petr Hluchý       |
|       | Česko | Z      | Lukáš Katschrmarz |
|       | Česko | Z      | Adam Rončka       |
|       | Česko |        |                   |
|       | Česko |        |                   |
|       | Česko | Ú      | Martin Musila     |
|       | Česko | Ú      | Dominik Římanek   |

## Umístění v jednotlivých sezonách
Stručný přehled
- 1989−1990: I. A třída Severomoravského kraje – sk. ?
- 1990−1991: Severomoravský krajský přebor
- 1991−1992: Divize E
- 1992−1993: Slezský župní přebor
- 1993−2000: I. A třída Slezské župy – sk. B
- 2000−2002: I. B třída Slezské župy – sk. B
- 2002−2003: I. A třída Moravskoslezského kraje – sk. B
- 2003−2004: I. A třída Moravskoslezského kraje – sk. A
- 2004−2010: I. B třída Moravskoslezského kraje – sk. B
- 2010−2011: I. A třída Moravskoslezského kraje – sk. A
- 2011−2019: Přebor Moravskoslezského kraje
- 2019−2025: Divize F
- 2025−: Moravskoslezská fotbalová liga

Jednotlivé ročníky
Legenda: Z - zápasy, V - výhry, R - remízy, P - porážky, VG - vstřelené góly, OG - obdržené góly, +/- - rozdíl skóre, B - body, červené podbarvení - sestup, zelené podbarvení - postup, fialové podbarvení - reorganizace, změna skupiny či soutěže
| Československo (1990 – 1993) |                                            |        |    |     |     |     |     |     |     |    |        |
| Sezóny                       | Liga                                       | Úroveň | Z  | V   | R   | P   | VG  | OG  | +/− | B  | Pozice |
| 1989/90                      | I. A třída Severomoravského kraje – sk. ?  | 6      | 26 | 12  | 12  | 2   | 42  | 27  | +15 | 36 | 1.     |
| 1990/91                      | Severomoravský krajský přebor              | 5      | 30 | ... | ... | ... | ... | ... | ... |    |        |
| 1991/92                      | Divize E                                   | 4      | 30 | 9   | 4   | 17  | 44  | 54  | −10 | 22 | 16.    |
| 1992/93                      | Slezský župní přebor                       | 5      | 30 | 7   | 11  | 12  | 36  | 38  | −2  | 25 | 15.    |
| Česko (1993 – )              |                                            |        |    |     |     |     |     |     |     |    |        |
| Sezóna                       | Liga                                       | Úroveň | Z  | V   | R   | P   | VG  | OG  | +/− | B  | Pozice |
| 1993/94                      | I. A třída Slezské župy – sk. B            | 6      | 26 | 10  | 5   | 11  | 39  | 42  | −3  | 25 | 8.     |
| 1994/95                      | I. A třída Slezské župy – sk. B            | 6      | 26 | 13  | 9   | 4   | 52  | 32  | +20 | 48 | 3.     |
| 1995/96                      | I. A třída Slezské župy – sk. B            | 6      | 26 | 12  | 2   | 12  | 57  | 42  | +15 | 38 | 6.     |
| 1996/97                      | I. A třída Slezské župy – sk. B            | 6      | 26 | 14  | 5   | 7   | 61  | 30  | +31 | 47 | 3.     |
| 1997/98                      | I. A třída Slezské župy – sk. B            | 6      | 26 | 14  | 8   | 4   | 69  | 30  | +38 | 50 | 3.     |
| 1998/99                      | I. A třída Slezské župy – sk. B            | 6      | 26 | 10  | 7   | 9   | 48  | 42  | +6  | 37 | 6.     |
| 1999/00                      | I. A třída Slezské župy – sk. B            | 6      | 26 | ... | ... | ... | ... | ... | ... |    |        |
| 2000/01                      | I. B třída Slezské župy – sk. B            | 7      | 26 | 13  | 5   | 8   | 68  | 36  | +32 | 44 | 4.     |
| 2001/02                      | I. B třída Slezské župy – sk. B            | 7      | 26 | ... | ... | ... | ... | ... | ... |    | 1.     |
| 2002/03                      | I. A třída Moravskoslezského kraje – sk. B | 6      | 26 | 8   | 7   | 11  | 32  | 48  | −16 | 31 | 8.     |
| 2003/04                      | I. A třída Moravskoslezského kraje – sk. A | 6      | 26 | 7   | 6   | 13  | 32  | 51  | −19 | 27 | 13.    |
| 2004/05                      | I. B třída Moravskoslezského kraje – sk. B | 7      | 26 | 9   | 3   | 14  | 41  | 66  | −25 | 30 | 12.    |
| 2005/06                      | I. B třída Moravskoslezského kraje – sk. B | 7      | 26 | 9   | 5   | 12  | 48  | 46  | +2  | 32 | 8.     |
| 2006/07                      | I. B třída Moravskoslezského kraje – sk. B | 7      | 26 | 8   | 4   | 14  | 39  | 52  | −13 | 28 | 11.    |
| 2007/08                      | I. B třída Moravskoslezského kraje – sk. B | 7      | 26 | 7   | 3   | 16  | 42  | 62  | −20 | 24 | 11.    |
| 2008/09                      | I. B třída Moravskoslezského kraje – sk. D | 7      | 26 | 15  | 5   | 6   | 59  | 39  | +20 | 50 | 3.     |
| 2009/10                      | I. B třída Moravskoslezského kraje – sk. B | 7      | 26 | 18  | 4   | 4   | 66  | 26  | +40 | 58 | 1.     |
| 2010/11                      | I. A třída Moravskoslezského kraje – sk. A | 6      | 26 | 19  | 6   | 1   | 77  | 29  | +48 | 63 | 1.     |
| 2011/12                      | Přebor Moravskoslezského kraje             | 5      | 30 | 15  | 5   | 10  | 66  | 50  | +16 | 50 | 6.     |
| 2012/13                      | Přebor Moravskoslezského kraje             | 5      | 30 | 12  | 7   | 11  | 52  | 53  | −1  | 43 | 9.     |
| 2013/14                      | Přebor Moravskoslezského kraje             | 5      | 30 | 9   | 7   | 14  | 33  | 50  | −17 | 34 | 12.    |
| 2014/15                      | Přebor Moravskoslezského kraje             | 5      | 30 | 12  | 3   | 15  | 45  | 53  | −8  | 39 | 11.    |
| 2015/16                      | Přebor Moravskoslezského kraje             | 5      | 30 | 10  | 5   | 15  | 55  | 51  | +4  | 35 | 13.    |
| 2016/17                      | Přebor Moravskoslezského kraje             | 5      | 30 | 10  | 7   | 13  | 52  | 57  | −5  | 37 | 9.     |
| 2017/18                      | Přebor Moravskoslezského kraje             | 5      | 30 | 11  | 5   | 14  | 49  | 57  | −8  | 38 | 7.     |
| 2018/19                      | Přebor Moravskoslezského kraje             | 5      | 30 | 22  | 5   | 3   | 81  | 29  | +52 | 71 | 2.     |
| ** 2019/20                   | Divize F                                   | 4      | 13 | 2   | 2   | 9   | 16  | 27  | -11 | 8  | 13.    |
| ** 2020/21                   | Divize F                                   | 4      | 10 | 3   | 1   | 6   | 11  | 18  | -7  | 10 | 10.    |
| 2021/22                      | Divize F                                   | 4      | 26 | 15  | 5   | 6   | 43  | 23  | +20 | 50 | 3.     |
| 2022/23                      | Divize F                                   | 4      | 26 | 10  | 6   | 10  | 32  | 31  | +1  | 36 | 8.     |
| 2023/24                      | Divize F                                   | 4      | 30 | 14  | 7   | 9   | 51  | 34  | +17 | 49 | 5.     |
| 2024/25                      | Divize F                                   | 4      | 30 | 21  | 4   | 5   | 80  | 25  | +55 | 67 | 1.     |

**= sezona předčasně ukončena z důvodu pandemie covidu-19

## FK SK Polanka nad Odrou „B“
FK SK Polanka nad Odrou „B“ je rezervním týmem Polanky nad Odrou, který od sezony 2014/15 hraje Ostravský městský přebor (8. nejvyšší soutěž).

### Umístění v jednotlivých sezonách
Stručný přehled
- 2014−: Divize F

Legenda: Z - zápasy, V - výhry, R - remízy, P - porážky, VG - vstřelené góly, OG - obdržené góly, +/- - rozdíl skóre, B - body, červené podbarvení - sestup, zelené podbarvení - postup, fialové podbarvení - reorganizace, změna skupiny či soutěže
| Česko (2014 – ) |                          |        |    |    |       |    |    |    |     |    |        |
| Sezóny          | Liga                     | Úroveň | Z  | V  | R     | P  | VG | OG | +/- | B  | Pozice |
| 2014/15         | Ostravský městský přebor | 8      | 30 | 13 | 3     | 14 | 68 | 67 | +1  | 42 | 10.    |
| 2015/16         | Ostravský městský přebor | 8      | 34 | 12 | 3     | 19 | 72 | 82 | −10 | 39 | 12.    |
| 2016/17         | Ostravský městský přebor | 8      | 26 | 13 | 0     | 13 | 80 | 71 | +9  | 39 | 6.     |
| 2017/18         | Ostravský městský přebor | 8      | 26 | 7  | 2     | 17 | 50 | 94 | −44 | 23 | 12.    |
| 2018/19         | Ostravský městský přebor | 8      | 26 | 6  | 2 / 1 | 17 | 66 | 88 | -20 | 23 | 13.    |
| ** 2019/20      | Ostravský městský přebor | 8      | 13 | 10 | 0 / 2 | 1  | 38 | 16 | +22 | 32 | 2.     |
| ** 2020/21      | Ostravský městský přebor | 8      | 9  | 2  | 2     | 5  | 22 | 42 | −20 | 9  | 7.     |

**= sezona předčasně ukončena z důvodu pandemie covidu-19

## Galerie
- Domácí zápas s FK Český Těšín (2018/19)
- Stadion FK SK Polanka